# 4-氟丁醇
4-氟丁醇是一种有机化合物，为无色的可燃性液体，化学式为C4H9FO。它可由乙酸-4-羟基丁酯经二乙氨基三氟化硫氟化后，用氢化铝锂还原制得。1,4-丁二醇和四氟化硫的反应虽然也会生成4-氟丁醇，但是也会同时产生四氢呋喃和少量的亚硫酸丁二酯。它可以被马丁试剂氧化为4-氟丁醛。
它和2-氟乙醇一样，会因其代谢为氟乙酸盐而具有高毒性。